# Ladyville
Ladyville es una aldea del distrito de Belice, en Belice. En el último censo realizado en 2000, su población era de 3435 habitantes. A mediados de 2005, la población estimada de la aldea era de 4000 habitantes, en esta población se encuentra el aeropuerto Internacional de Belice.